# クラッシュ・バンディクー アドバンス & スパイロ アドバンス わくわく友ダチ大作戦!
- クラッシュ・バンディクーシリーズ > クラッシュ・バンディクー アドバンス & スパイロ アドバンス わくわく友ダチ大作戦!
- スパイロ・ザ・ドラゴンシリーズ > クラッシュ・バンディクー アドバンス & スパイロ アドバンス わくわく友ダチ大作戦!

『クラッシュ・バンディクー アドバンス わくわく友ダチ大作戦!』（クラッシュ・バンディクー アドバンス わくわくともダチだいさくせん）と『スパイロ アドバンス わくわく友ダチ大作戦!』（スパイロ アドバンス  わくわくともダチだいさくせん）は、2004年12月9日にビベンディ ユニバーサル ゲームズより2本同時発売されたゲームボーイアドバンス用アクションゲーム。同年6月3日にアメリカで、同年6月25日にはヨーロッパで発売された。
『クラッシュ・バンディクー』と『スパイロ・ザ・ドラゴン』のクロスオーバー作品であり、2本のソフトは互いに連動している。

## 概要
ゲームボーイアドバンスにおける『クラッシュ・バンディクー』シリーズ第3弾、かつ『スパイロ・ザ・ドラゴン』シリーズ第4弾（日本では第2弾）。それぞれ、アメリカで同年6月1日に発売された "Crash Bandicoot Purple: Ripto's Rampage" と "Spyro Orange: The Cortex Conspiracy" （ヨーロッパでは "Crash Bandicoot Fusion" と "Spyro Fusion" ）の日本ローカライズ版である。日本では『クラッシュ・バンディクー5』と同時発売されたが、欧米では本作の方が約4か月先に発売されている。
以前にも何度か共演している両シリーズのクロスオーバー作品で、互いのソフトが対になっている。日本では両作品を2本セットにした『クラッシュ・バンディクー & スパイロ クリスマス スペシャルパッケージ』も同時発売された。

## ストーリー
長年世界征服の野望をクラッシュに阻止され続けてきた悪の科学者コルテックスと、スパイロの宿敵リプトーが手を組んだ。クラッシュとスパイロは手を組み、2人の悪者を倒すべく新しい冒険に出発する。

## ゲームシステム
システムは横スクロール型2Dアクションとなっている。アクションよりもミニゲーム集をメインに据えた作品で、カード収集などの要素がある。
複数のワールドを回っていき、「むらさきパワーストーン」や「とうめいダイヤ」を集めていくことがゲームの目的である。各ワールドは横スクロール型のアクションステージのような構成をしており、所々にステージへの入口が配置されている。また各ステージは全てミニゲーム形式になっているなど、以前の作品とは基本システムが異なっている。

## キャラクター
正義の味方
- クラッシュ・バンディクー　スパイロとチームを組んで、コルテックスとリプトーの悪巧みに立ち向かう。
- ココ・バンディクー　スパイロの友達、きょうじゅさんと頭脳派コンビを結成。
- アクアク　今回もクラッシュを助けてくれる。
- スパイロ　最初のボスキャラとして登場し、クラッシュと対決。
- スパークス　アクアクがクラッシュを守ってくれるように、スパークスは常にスパイロと行動を共にし、ダメージから守っている。
- クランチ・バンディクー クラッシュにやたらとバーベル上げのミニゲームをやらせたがる。さすが筋肉自慢。
- きょうじゅ　天才博士だけにココと気が合うようで、２人でコルテックスとリプトーの居場所を突き止めるため、全力を尽くす。
- エージェント9　ワールド内のあちこちにいて、クラッシュに役立つアドバイスをしてくれる。
- バードぐんそう　↑と同じ。
- マネー・バッグ　至る所に自分の店を持っていて、言葉巧みにクラッシュにカードを買わせようとしてくる。金にがめつい奴。
- ハンター　バードぐんそうと同じ。
- ビアンカ　↑と同じ。
- ブリンキー　スパイロの大勢いる仲間達の中では、けっこう頻繁に登場するキャラクター。もう主人公でいいのでは？

悪役
- ネオ・コルテックス　どうやって知り合ったかは謎だが、スパイロの宿敵リプトーと手を組み、今度こそ世界を征服してやろうと企んでいる。
- リプトー　コルテックスと手を組み、スパイロをやっつけようと奮闘する。
- タイニータイガー　２番目のボスとして登場。
- ニーナ・コルテックス　３番目のボスとして登場。今作がデビュー作となった。